# Lento violento
Il lento violento è un genere di musica elettronica, il cui primo esponente fu Gigi D'Agostino, che ne coniò anche il nome. Il Lento Violento, avendo diverse ritmiche e tonalità, fu inizialmente creato da Daniele Mondello nell'Album "HardSlowStyle" che poi non uscì per dare spazio ai successivi brani rielaborati da Gigi D'Agostino e pubblicati nell'Album Lento Violento E Altre Storie, Lento Violento Man e Suono Libero.

## Storia

### Origini
Vi sono due matrici che danno origine al lento violento: la prima è l'afro degli anni ottanta unita al campionamento di stampo house di suoni e percussioni afro-industriali, che viene alla 
luce nel 1999 con il brano Voyage (Africanismo Mix), B-side del singolo Bla Bla Bla, stile che poi viene sviluppato tra il 2003 ed il 2005 dai produttori di casa Noisemaker.
La seconda matrice del lento violento è invece l'unione del ritmo a bassi bpm di stampo afro/techno con la canzone italiana: il primo brano è Vorrei fare una canzone, scritta nel 2004 da Gerolamo Sacco appositamente per i live di Gigi D'Agostino e pubblicata in tempi più maturi per il mercato tre anni dopo, nel 2007, in Lento Violento... e altre storie, l'album dove per la prima volta compare il nome "lento violento".

### Lento Violento Oggi
Tra gli artisti italiani legati al mondo dell'italodance e del creatore Gigi D'Agostino troviamo produttori come Mr Dendo, Federico Romanzi.

### Lento Violento in stile hardstyle
Il produttore italiano Technoboy, nella sua traccia "The Undersound" pubblicata nel 2009, ha fuso il Lento Violento, con elementi moderni in stile hardstyle; Lo stesso Technoboy ha continuato ad unire il Lento Violento con l'hardstyle nella sua traccia "Catfight". Anche nella traccia "MF Point of Lento" di Brennan Heart e Headhunterz è stato usato lo stesso sistema.

## Caratteristiche
Il genere, coniato da Gigi D'Agostino, rappresentò una svolta stilistica importante dell'Italo dance, che fino alla fine degli anni Novanta dominava la scena della musica elettronica mainstream grazie ad armonie accattivanti, divertenti e melodiche. Il Lento Violento invece introduce un aspetto più duro, martellante, di più difficile ascolto e ballo. Come dice il nome, il genere è caratterizzato da un tempo molto lento (dai 70 ai 120 BPM) di ispirazione tribal house, ma anche dalla presenza di violenti e pesanti colpi e bassi, di chiara derivazione techno hardcore. Inoltre spesso il ritmo è cadenzato unicamente dai forti bassi rendendo i brani scarni, semplici e con atmosfere più cupe ed acide: qui chiara è l'influenza della acid house.